# 춘하추동 로맨스
"춘하추동 로맨스"는 2014년에 개봉한 대한민국의 영화이다.

## 캐스팅
- 이응재 : 우기 역
- 최은아 : 수진 역
- 조석현
- 이민아
- 이서림
- 오대환
- 이준혁